# بودرمانت
بودرمانت (به فرانسوی: Baudrémont) یک کمون (فرانسه) در فرانسه است که در canton of Pierrefitte-sur-Aire واقع شده‌است. بودرمانت ۶٫۸۱ کیلومتر مربع مساحت دارد ۲۷۳ متر بالاتر از سطح دریا واقع شده‌است.